# Mednarodna zveza za osnovno in uporabno fiziko
Mednarodna zveza za osnovno in uporabno fiziko (angleško International Union of Pure and Applied Physic, kratica IUPAP [ájupap]) je mednarodna nevladna organizacija, posvečena napredku fizike. Zveza je bila ustanovljena leta 1922, prvo generalno skupščino pa je imela leta 1923 v Parizu.
Cilji zveze so spodbujanje in promocija mednarodnega sodelovanja v fiziki, sponzoriranje primernih mednarodnih srečanj in pomoč organizacijskim komitejem, spodbujanje priprave in objave povzetkov člankov in tabel fizikalnih konstant, promocija mednarodnih sporazumov o rabi simbolov, enot, nomenklature in standardov, spodbujanje proste izmenjave znanstvenikov ter spodbujanje raziskav in izobraževanja.
Zvezo vodi generalna skupščina, ki se sestane vsaka tri leta. Tej načeluje svet, ki je izvršilni organ in nadzira dejavnosti 19 specializiranih mednarodnih komisij in treh pridruženih komisij. Zvezo sestavljajo člani, ki predstavljajo fizikalne skupnosti. Trenutno ima zveza 49 članov.
IUPAP je član Mednarodnega znanstvenega sveta (ICSU) in Mednarodnega odbora za smernice v meroslovju (JCGM).